# Onthophagus sidama
Onthophagus sidama es una especie de insecto del género Onthophagus, familia Scarabaeidae, orden Coleoptera.

Fue descrita científicamente por Gestro en 1895.